# Young at Heart (The X-Files)
«Young at Heart» es el decimosexto episodio de la primera temporada de la serie de televisión de ciencia ficción estadounidense The X-Files. Se estrenó en la cadena Fox el 11 de febrero de 1994. Fue escrito por Scott Kaufer y el creador de la serie Chris Carter, y dirigido por Michael Lange. El episodio contó con apariciones especiales de Dick Anthony Williams, William B. Davis y Alan Boyce, y vio a Jerry Hardin repetir su papel de Garganta Profunda. El episodio es una historia del «monstruo de la semana», desconectada de la mitología más amplia de la serie. «Young at Heart» obtuvo una calificación Nielsen de 7,2, fue visto por 6,8 millones de hogares en su transmisión inicial y recibió críticas en su mayoría negativas de los críticos.
El programa se centra en los agentes especiales del FBI Fox Mulder (David Duchovny) y Dana Scully (Gillian Anderson) que trabajan en casos vinculados a lo paranormal, llamados expedientes X. Cuando Mulder y Scully ayudan a un ex colega de Mulder en una investigación sobre una serie de robos, se hace evidente que el culpable es un antiguo enemigo de Mulder, quien aparentemente había muerto en prisión varios años antes.
«Young at Heart» se originó como un guion del escritor independiente Scott Kaufer, quien era amigo del creador de la serie Chris Carter y ex empleado de la revista California y del departamento de desarrollo de comedia de Warner Bros. Chris Carter reescribió el guion, que incluyó la adición de la mano de salamandra de Barnett. El director Michael Lange sintió que el episodio le ofrecía un alcance excelente para probar nuevas técnicas, y señaló que los productores de la serie «fomentan las cosas cinematográficas». William B. Davis hace su segunda aparición de la serie en este episodio, aunque su papel simplemente se acredita como «Agente de la CIA», en lugar del más conocido «fumador».

## Argumento
En 1989, Joe Crandall, un recluso de una penitenciaría federal en Pensilvania, escucha gritos desde la enfermería. En el interior, descubre al médico de la prisión, Joe Ridley, amputando la mano de su compañero de recluso John Barnett. Ridley le dice a Crandall que Barnett está muerto y lo amenaza con un bisturí. Sin embargo, cuando Crandall sale de la habitación, ve a Barnett parpadear.
Cuatro años después, Fox Mulder es notificado por su ex supervisor del FBI, Reggie Purdue, sobre una nota de un robo en una joyería que se burla de Mulder por su nombre. Mulder reconoce que el mensaje proviene de Barnett, un asesino múltiple sociópata a quien ayudó a capturar en su primer caso con la oficina. Aunque Barnett supuestamente murió en prisión, la nota lleva su letra. Purdue le muestra a Dana Scully un video de la captura de Barnett, que muestra que Mulder no disparó contra Barnett debido a que tenía un rehén, según las regulaciones del FBI. La vacilación de Mulder le permitió a Barnett matar tanto al rehén como a un compañero agente.
Scully investiga la causa de la muerte de Barnett y descubre que, a pesar de estar catalogado como ataque cardíaco, no tenía antecedentes de problemas cardíacos; lo habían enviado a la enfermería por problemas con la mano. Mientras tanto, Barnett le deja a Mulder otra nota en su auto, junto con fotos de él y Scully. Los agentes visitan la prisión y conocen a Crandall, quien relata sus experiencias con Barnett y Ridley. Barnett hace llamadas telefónicas burlonas a Mulder y estrangula a Purdue con una mano desfigurada. Scully investiga el pasado de Ridley y descubre que su licencia médica fue revocada por realizar ensayos médicos ilegales en niños con progeria, una enfermedad que causa envejecimiento prematuro. Mulder teoriza que los experimentos de Ridley lo ayudaron a encontrar una manera de revertir el proceso de envejecimiento.
Scully convoca a Mulder cuando Ridley aparece de repente en su apartamento. Él les dice a los agentes que logró hacer que Barnett envejeciera al revés después de reemplazar su mano con células de salamandra. Sin embargo, Barnett robó la investigación patrocinada por el gobierno de Ridley. Garganta Profunda se reúne con Mulder y confirma la historia de Ridley, diciendo que el gobierno está negociando con Barnett para comprar el trabajo de Ridley. Scully escucha que alguien marca su contestador automático y ve la huella digital de Barnett en él. Después de que Barnett vuelve a llamar, Mulder decide organizar una operación encubierta en el recital de violonchelo para una amiga de Scully, de la que Barnett se enteró por su contestador automático.
Esa noche, los agentes del FBI esperan en la sala de conciertos la llegada de Barnett. Barnett, que pasa completamente desapercibido debido a su apariencia juvenil, se hace pasar por un afinador de piano. Dispara a Scully en el pecho durante el recital y huye, tomando al violonchelista como rehén. Mulder no duda esta vez y dispara a Barnett, hiriéndolo fatalmente. Se revela que Scully sobrevivió al ataque, habiendo usado un chaleco antibalas. A pesar de los esfuerzos de los médicos y un misterioso agente de la CIA para resucitar a Barnett, muere y se lleva los secretos de la investigación de Ridley a la tumba. El episodio termina con un primer plano de un casillero en una estación de tren, lo que implica que los secretos están contenidos dentro y algún día serán descubiertos.

## Producción
Este episodio se originó como un guion del escritor independiente Scott Kaufer, quien era un conocido de Chris Carter y ex empleado de la revista California y del departamento de desarrollo de comedia de Warner Bros. Chris Carter reescribió el guion, que incluyó la adición de la mano de salamandra de Barnett. El departamento de estándares y prácticas de Fox luchó con los productores por la escena en la que Barnett estrangula a Reggie Purdue y, como resultado, los productores se vieron obligados a reducir la duración de la escena. Las imágenes de la niña con progeria fueron filmadas después de que el equipo de producción se comunicara con la Progeria Society y se pusieran en contacto con la familia de Courtney Arciaga, que era una niña con la enfermedad. Ella y su familia eran fanáticos de la serie y volaron desde su casa en San Diego a Vancouver para filmar la escena.
El director Michael Lange sintió que el episodio le ofrecía un alcance excelente para probar nuevas técnicas, y señaló que los productores de la serie «fomentan las cosas cinematográficas». Sintió que lo más destacado de este enfoque fue filmar el enfrentamiento culminante del episodio, y explicó que «en lugar de disparar a un nivel normal de los ojos cuando el Hombre Salamandra toma el arma, me inclino hacia arriba y ahora estoy casi disparándole por la nariz, y fue un poco desorientador. El programa tiene un cierto tedio que me atrae, las películas de cine negro de la década de los 40, un trasfondo de tensión y ansiedad debido a todas las cosas raras que suceden».
William B. Davis hace su segunda aparición de la serie en este episodio, aunque su papel simplemente se acredita como «Agente de la CIA», en lugar del «fumador», según su crédito en el episodio piloto. El personaje de Reggie Purdue luego sería referenciado en el episodio de la cuarta temporada «Paper Hearts», y en el episodio de la quinta temporada «Unusual Suspects».

## Recepción
«Young at Heart» se estrenó en la cadena Fox el 11 de febrero de 1994. El episodio obtuvo una calificación Nielsen de 7,2 con una participación de 11, lo que significa que aproximadamente el 7,2 por ciento de todos los hogares equipados con televisión y el 11 por ciento de los hogares que ven televisión estaban sintonizados en el episodio. Un total de 6,8 millones de hogares vieron este episodio durante su emisión original.
El director Michael Lange dijo que «le gustó mucho el guion, y creo que me quedé bastante cerca del borrador original. Me gustó porque tenía un buen tono espeluznante. Para mí, la parte intrigante fue la investigación del médico para poder revertir el proceso de envejecimiento, que ojalá hubiéramos explorado más». El productor ejecutivo R. W. Goodwin consideró el episodio como uno de los más emotivos de la primera temporada, debido al tiempo que pasó trabajando con Courtney Arciaga, la joven con progeria. En una retrospectiva de la primera temporada de Entertainment Weekly, el episodio recibió una calificación de C, lo calificó de «inverosímil» y lo criticó por sus temas poco originales. Zack Handlen, escribiendo para The A.V. Club, lo describió como «descuidado, mal editado» y «completamente aburrido», señalando la naturaleza «forzada» de la participación pasada de los personajes secundarios con Fox Mulder. Matt Haigh, que escribió para Den of Geek, expresó sentimientos encontrados sobre el episodio, comparándolo con Quincy, M.E. y afirmando que «no era lo suficientemente extraño» para un episodio de The X-Files. «Young at Heart» fue citado, junto con el episodio de la cuarta temporada «Paper Hearts», como la representación de «la ironía suprema y la agenda oculta de la serie»; en ambos casos, Mulder, directamente a través de su trabajo en los expedientes X, pone la información permanentemente fuera de su alcance al matar a quienes la tienen, lo que demuestra que «a pesar de que Mulder conduce el automóvil, con frecuencia termina y no va a ninguna parte».